# Longitarsus ochroleucus
Longitarsus ochroleucus (лат.) — вид жуков-листоедов из подсемейства козявок. Распространён в Европе и на Кавказе, Северной Африке и Малой Азии.

## Описание
Имаго длиной 2,2—2,6 мм. Тело желтовато-белое. Голова рыже-жёлтая. Рот и вершинная половина усиков черноватые. Последний членик лапок темнее остальных.
Данный вид характеризуется следующими признаками: 1) задние бёдра жёлтые с резко чёрной вершиной; 2) надкрылья с сильными плечевыми бугорками; на спинной стороне имеются немного приплюснутые, в очень мелких и густых точках.

## Экология
Обитают на сухих, открытых, освещённых солнцем местах, а также местностях, которые используются людьми, такие как карьеры и тропы. Кормятся на растениях из семейства астровых, в том числе на ромашке, тысячелистнике, пижме, полыни.